# Itaiópolis
Itaiópolis är en kommun i Brasilien.   Den ligger i delstaten Santa Catarina, i den södra delen av landet, 1 200 km söder om huvudstaden Brasília. Antalet invånare är 20 315.
I omgivningarna runt Itaiópolis växer i huvudsak städsegrön lövskog. Runt Itaiópolis är det mycket glesbefolkat, med 6 invånare per kvadratkilometer.